# 32393 Galinato
32393 Galinato è un asteroide della fascia principale. Scoperto nel 2000, presenta un'orbita caratterizzata da un semiasse maggiore pari a 3,1680695 UA e da un'eccentricità di 0,0525702, inclinata di 1,15344° rispetto all'eclittica.